# San Pedro el Viejo
San Pedro el Viejo är en ort i Mexiko.   Den ligger i kommunen Cochoapa el Grande och delstaten Guerrero, i den sydöstra delen av landet, 280 km söder om huvudstaden Mexico City. San Pedro el Viejo ligger 820 meter över havet och antalet invånare är 235.
Terrängen runt San Pedro el Viejo är kuperad åt sydväst, men åt nordost är den bergig. Runt San Pedro el Viejo är det ganska glesbefolkat, med 26 invånare per kvadratkilometer. Närmaste större samhälle är Terrero Venado, 11,3 km sydost om San Pedro el Viejo. I omgivningarna runt San Pedro el Viejo växer huvudsakligen savannskog.